# 1926-os magyar teniszbajnokság
Az 1926-os magyar teniszbajnokság a huszonnyolcadik magyar bajnokság volt. A bajnokságot szeptember 3. és 9. között rendezték meg Budapesten, a MAC margitszigeti pályáján.

## Eredmények
| Versenyszám  | Arany                                                  | Arany | Ezüst                                              | Ezüst | Bronz                                                                                    | Bronz |
| ------------ | ------------------------------------------------------ | ----- | -------------------------------------------------- | ----- | ---------------------------------------------------------------------------------------- | ----- |
| Férfi egyéni | Kehrling Béla MAC                                      |       | Georg Demasius Berliner SC                         |       | Göncz Lajos MACKirchmayr Kálmán MAC                                                      |       |
| Női egyéni   | Péteryné Várady Ilona MAC                              |       | Baumgarten Magda Ferencvárosi TC                   |       | Schréder Lászlóné BLKEBaittrok Ilona MAC                                                 |       |
| Férfi páros  | Kehrling Béla, dr. Pétery Jenő MAC                     |       | Georg Demasius , Hermann Artens Berliner SC , Wien |       | Kirchmayr Kálmán, Takáts Imre MACGheorghe Lupu , Balázs Iván Hellas Arad , Nagybecskerek |       |
| Vegyes páros | Georg Demasius , Gerta Amende Berliner SC , DLTC Praha |       | Kehrling Béla, Péteryné Várady Ilona MAC           |       | dr. Jacobi Roland, Déri Miklósné BBTEGöncz Lajos, Baittrok Ilona MAC                     |       |